# 漆彈

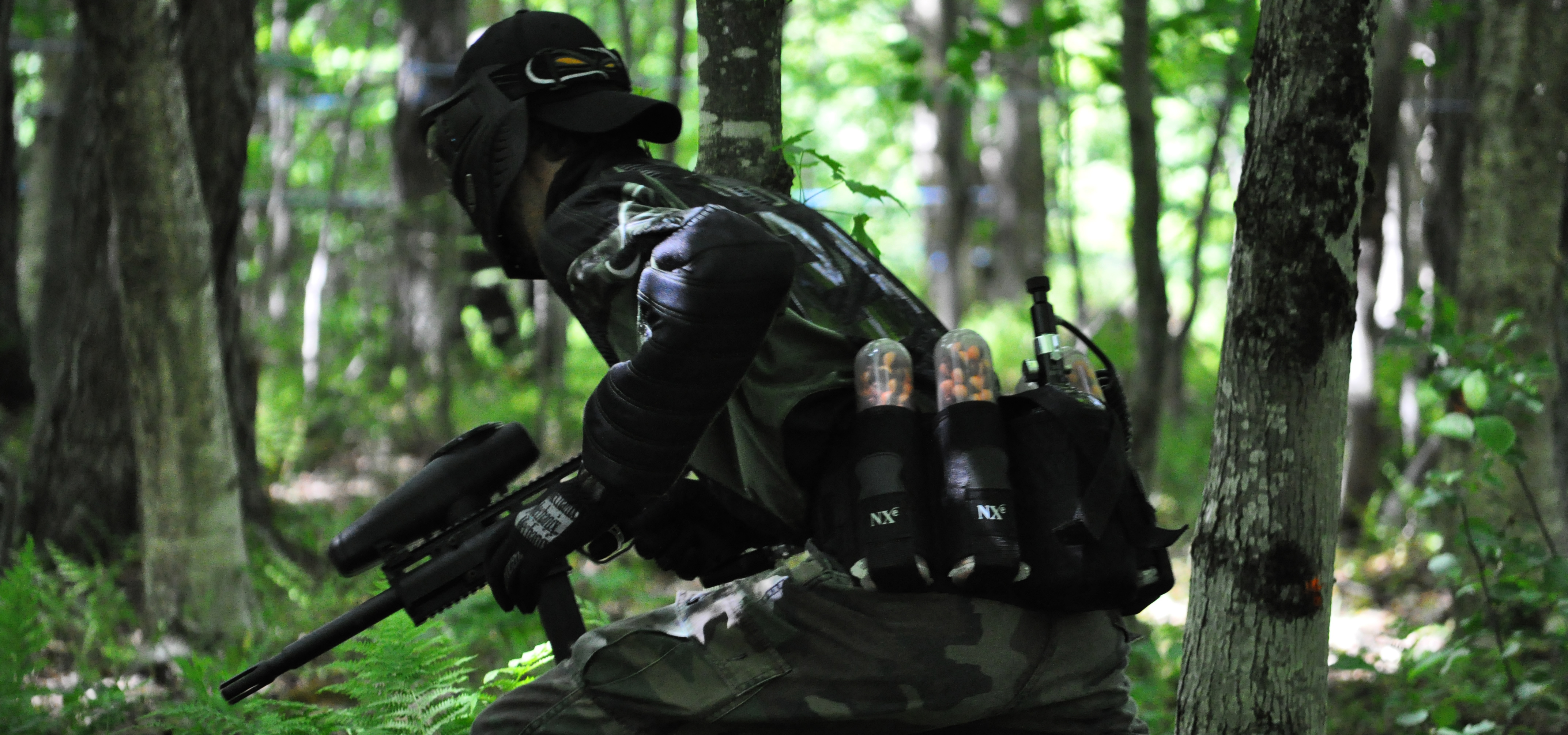

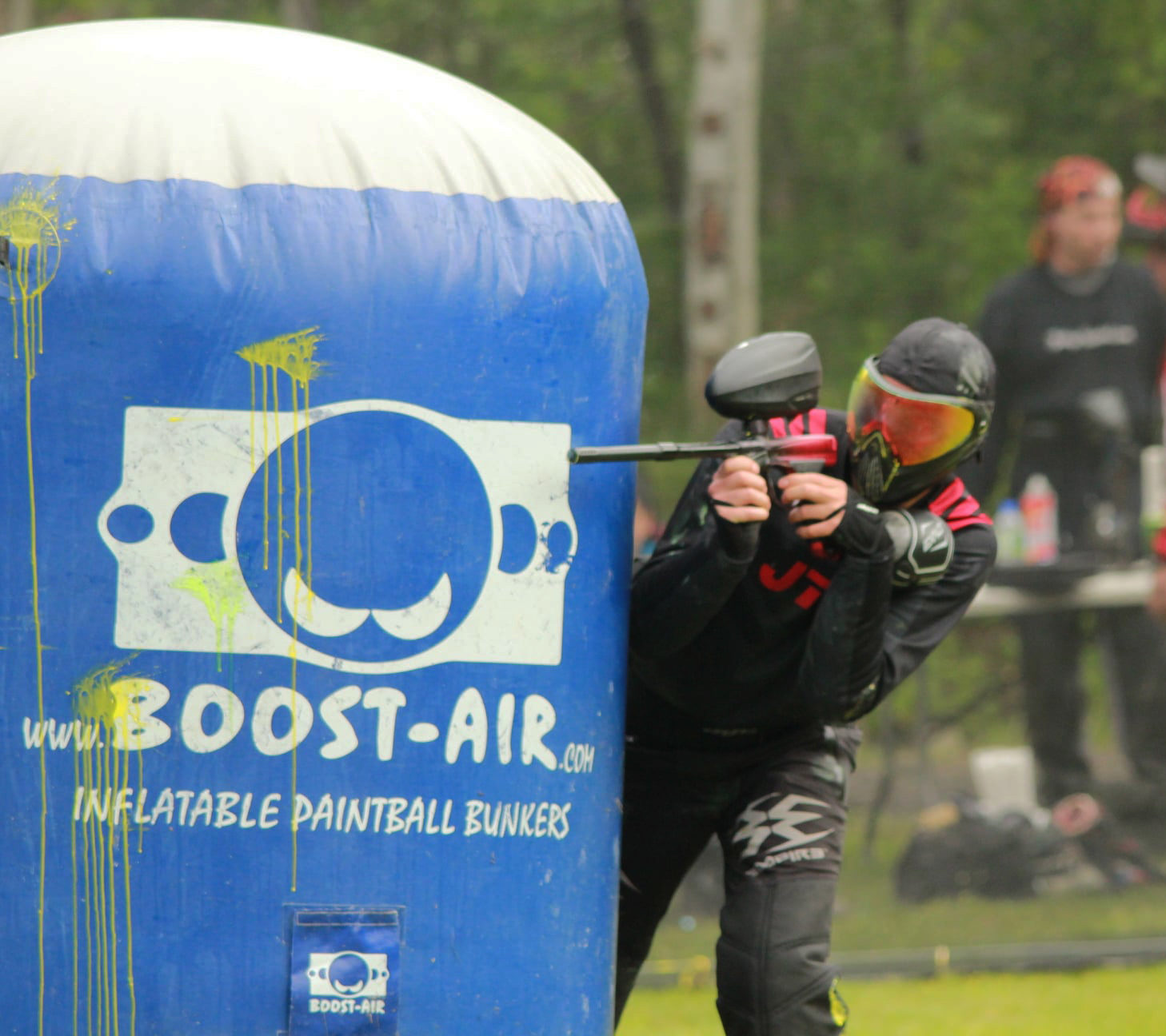

漆彈是一種以漆彈槍射出漆彈，擊中目標後產生標記以供計分的運動。

## 由來
漆彈發射器的前身是氣動式的麻醉槍，美國西部牛仔為了麻醉病畜，將之隔出治療或撲殺，但麻醉針劑平時練習不便使用，故便以裝填顏料的圓球練習。在追逐牲畜的同時，便發展出漆彈運動的雛型，但與現在的運動型漆彈賽仍有些許不同，當時是由長者在牲畜上做好標記，參賽者再以漆彈射擊於眾多牲畜群中的特定牲畜。
漆彈運動漸漸普及，軍警單位亦利用此項運動的特性，模擬實戰訓練。時至今日，漆彈運動已可分為兩大走向：運動競技型、戰爭遊戲型。

## 運動競技型漆彈運動
國外稱該種類型漆彈運動為 Speedball ，在30*50的長方型場地，以互相對稱的掩體，兩隊於場中競技，比賽可分奪旗、殲滅...等型式，如NPPL （页面存档备份，存于）即為具代表性的職業聯盟。

## 戰爭遊戲型漆彈運動
在美國常以woodsball或scenario paintball來稱呼該種類型的漆彈運動，場地多以戶外場地為主，利用叢林、沙漠...等地形，再設置些許人工掩體，以模擬戰爭型態為主的遊戲型式。

## 裝備
1. 漆彈槍：簡稱漆彈槍，英文稱為 Paint Gun 或 Paintball Marker，其功用為推出漆彈，動力來源以二氧化碳、高壓空氣（hpa）為常見的氣體。
2. 漆彈: 也有人稱為色彈或彩彈，英文則稱為 Paintball。其大小以0.68英吋為國際標準口徑，其內部為可食性油脂及色素，外部則以可食性、水溶性，類似藥用膠囊的圓球，但容易被兒童誤食，故添加較難聞之氣味，且需經美國食品藥物管理局檢驗合格才可販賣。
3. 一般性護具：防護背心、護襠、手套、小帽、護頸，皆為一般漆彈場常見的護具。
4. GOGGLE or MASK（防護面具 ）：保護眼睛及面部的護具，需經過 ASTM美國材料實驗所之檢驗合格。
5. 運動服裝及運動鞋：服裝以參與的漆彈運動類型而定，以方便活動為原則，而鞋類以保護性高之運動鞋或戰鬥靴為主。

## 資料來源
- 中華迷彩漆彈生存運動協會

## 相關網站
- National Professional Paintball League （页面存档备份，存于）